# Martín Rosales Martel
Pour les articles homonymes, voir Rosales (homonymie).
Martín Rosales Martel, duc d'Almodovar del Valle, né à Madrid le 19 juin 1872 et mort le 17 juillet 1931, est un avocat et homme politique espagnol, plusieurs fois ministre durant le règne d'Alphonse XIII.

## Biographie
Affilié au Parti libéral il obtient un siège au Congrès des députés pour Pontevedra en 1898, puis en 1901 pour Cordoue, province qu'il continuera à représenter en étant réélu de façon ininterrompue entre 1905 et 1923.
Il est ministre de l'Équipement entre le 19 avril et le 11 juin 1917 dans un gouvernement présidé par Manuel García Prieto, pour qui il sera également ministre de l'Intérieur entre le 7 décembre 1922 et le 15 septembre 1923. 
Il est maire de Madrid entre 1916 et 1917.